# منتخب فيجي لاتحاد الرغبي للسيدات
منتخب فيجي لاتحاد الرغبي للسيدات (بالإنجليزية: Fiji women's national rugby union team)‏ هو ممثل دولة فيجي الرسمي بالمنافسات الدولية في اتحاد الرغبي للسيدات. تأسس في 14 أبريل 2006.